# Bistum Chosica
Das Bistum Chosica (lateinisch Dioecesis Chosicana, spanisch Diócesis de Chosica) ist ein im Osten der Provinz Lima gelegenes römisch-katholisches Bistum mit Sitz in Chosica, einer zur Metropole Lima gehörenden Stadtgemeinde.

## Geschichte
Das Bistum Chosica wurde am 14. Dezember 1996 aus Gebietsabtretungen des Erzbistums Lima errichtet und diesem als Suffraganbistum unterstellt. Am 6. Juli 2001 gab die Territorialprälatur Yauyos die Pfarreien am Oberlauf des Río Rímac und seiner Nebenflüsse in der Provinz Huarochirí (Matucana, Ricardo Palma, Santa Eulalia und San Mateo de Huánchor) an das Bistum Chosica ab. Erster Bischof wurde der aus Riesenbeck stammende Herz-Jesu-Missionar Norbert Strotmann, der der Diözese bis 2023 vorstand. Zur Ausbildung der Laienmitarbeiter, insbesondere der Katecheten, richtete das Bistum das Instituto de Educación Superior Pedagógico Catequetico (ISPEC) ein.

## Bischöfe von Chosica
- 1996–2023 Norbert Strotmann MSC[2]
- 2023–0000 Jorge Enrique Izaguirre Rafael CSC